# مايك لويس (لاعب كرة قدم أمريكية أمريكي)
مايك لويس (بالإنجليزية: Mike Lewis)‏ هو لاعب كرة قدم أمريكية أمريكي، ولد في 14 يوليو 1949 في هيوستن في الولايات المتحدة.

## وصلات خارجية
- مايك لويس على موقع مرجع كرة القدم المحترفة.كوم (الإنجليزية)